# Doropygus pyurus
Doropygus pyurus is een eenoogkreeftjessoort uit de familie van de Notodelphyidae. De wetenschappelijke naam van de soort is voor het eerst geldig gepubliceerd in 1994 door Oldewage.